# Чурешти (Арђеш)
Чурешти (рум. Ciurești) насеље је у Румунији у округу Арђеш у општини Ведеа. Oпштина се налази на надморској висини од 350 m.

## Становништво
Према подацима из 2002. године у насељу је живело 230 становника, од којих су сви румунске националности.